# Henry Frederick, Thân vương xứ Wales
Henry Frederick, Thân vương xứ Wales KG (19 tháng 2 năm 1594 – 6 tháng 11 năm 1612), là con trai cả và là người thừa kế rõ ràng của James VI và I, Vua của Anh và Scotland; và vợ Anne của Đan Mạch. Tên của ông được đặt theo tên những người ông của mình: Henry Stuart, Lãnh chúa Darnley; và Frederick II của Đan Mạch. Thân vương Henry được nhiều người coi là người thừa kế sáng giá và đầy triển vọng cho ngai vàng của cha mình. Tuy nhiên, năm 18 tuổi, ông qua đời vì bệnh thương hàn. Em trai của ông là Vương tử Charles đã kế vị ông với tư cách là người thừa kế rõ ràng các ngai vàng của Anh, Ireland và Scotland.